# ریکوزنتاکاتا، ایواته

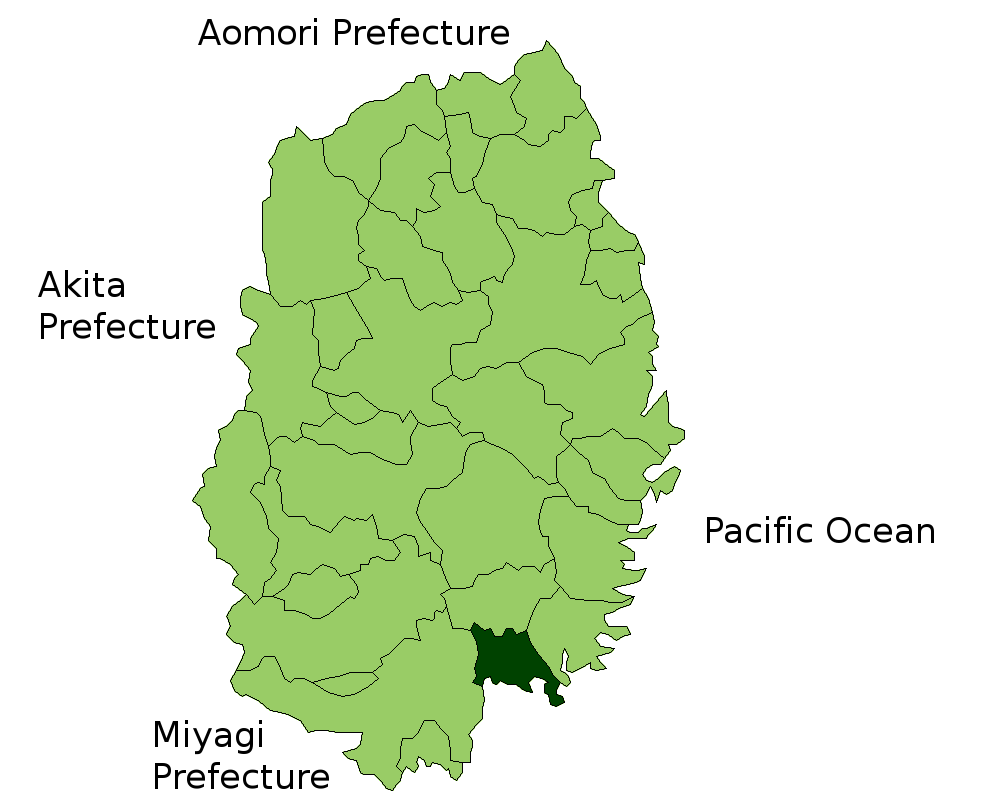
محل شهر ریکوزنتاکاتا در استان ایواته.

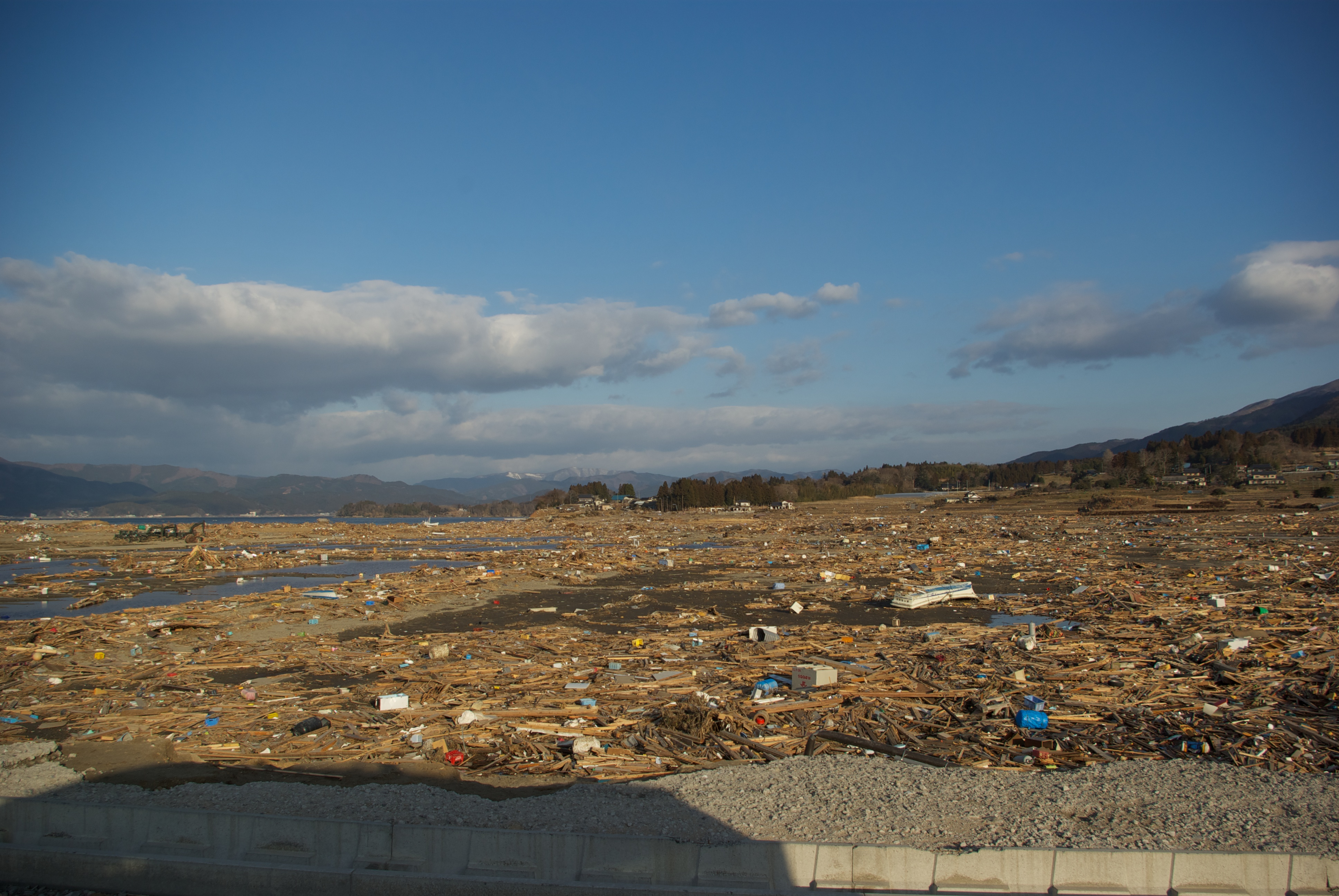
شهر ریکوزنتاکاتا بعد از سونامی

ریکوزنتاکاتا در استان ایواته در کشور ژاپن  واقع شده‌است  که دارای جمعیت ۲۳٬۹۶۱ نفر و مساحت ۲۳۲٫۲۹ کیلومتر مربع با تراکم جمعیت ۱۰۳  نفر در کیلومترمربع است و در تاریخ ۱ ژانویه ۱۹۵۵ به عنوان شهر شناخته شد.

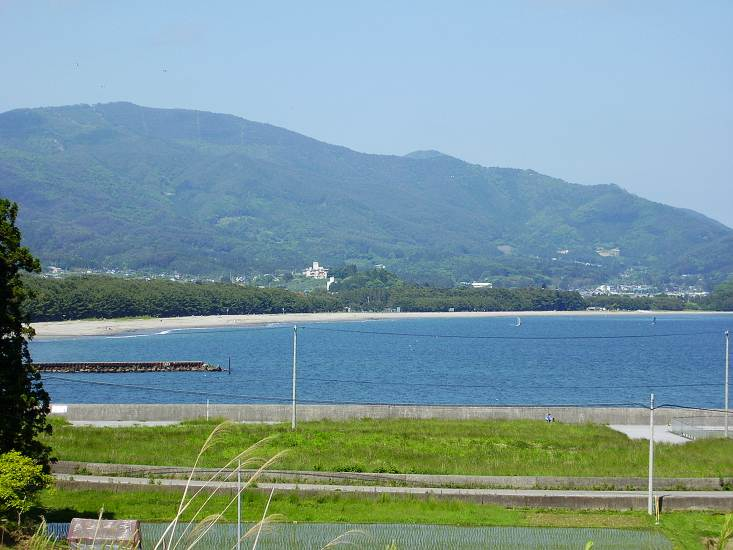
تاکاتا-ماتسوبارا در شهر ریکوزنتاکاتا در استان ایواته.